# Trivago
trivago je meta iskalnik hotelskih nastanitev.  Spletna stran primerja cene za več kot 900.000 hotelov na več kot 250 rezervacijskih spletnih straneh, kot so na primer Expedia in Booking.com. Spletno stran mesečno obišče 120 milijonov uporabnikov, ki lahko spletno stran obiščejo na eni izmed 52 mednarodnih platformah. Sedež podjetja je v nemškem Düsseldorfu.

## Zgodovina
trivago GmbH so zasnovali leta 2004 in lansirali leto kasneje v Nemčiji trije ustanovitelji: Peter Vinnemeier, Malte Siewert in Rolf Schrömgens.
V letu 2006 so bile lansirane prve lokalne platforme v Združenem Kraljestvu, Španiji in Franciji. Leto kasneje so se pridužile švedska in poljska različica. V letu 2008 je bil trivago lansiran v Italiji, Grčiji, Rusiji, Srbiji, Braziliji, Mehiki, Turčiji, ZDA, na Kitajskem, Norveškem, Portugalskem, v Romuniji, na Finskem, v Bolgariji in na Nizozemskem. Japonska se priključi v avgustu 2009 in Danska v septembru 2010. V letu 2011 so ji sledile Slovenija, Belgija in Češka. Leta 2012: Irska, Madžarska, Švica, Kanada, Nova Zelandija, Avstralija in Avstrija. Leto kasneje Južna Koreja, Singapur, Hongkong, Indija, Argentina, Čile in Kolumbija. Leta 2014: Indonezija, Združeni arabski emirati, Tajska, Republika Južna Afrika, Tajvan, Izrael, Filipini, Vietnam. V letu 2015 pa Arabski svet, Slovaška in Hrvaška.
Podjetje Expedia je 21. decembra 2012 kupilo večinski delež v trivagu, vreden 447 milijonov evrov.

## Dejavnost in produkti

### Primerjava cen hotelov
Spletna stran primerja tako hotelske cene kot tudi mnenja popotnikov. Uporabniki lahko iščejo hotele glede na lokacijo, glede na datum in na vrsto sobe. Uporanik lahko nastavi iskanje tudi specifično z uporabo parametrov, kot so recimo opremljenost hotela, športne in druge možnosti. Na strani so prikazane vse razpoložljive ponudbe za katere je možna rezervacija na zunanji rezervacijski strani.
Primerjava uporablja informacije iz različnih virov, vključajoč rezervacijske spletne strani, uporabnike portala in hotelirje. Uporabniki, ki dodajo mnenje prejmejo manjšo vsoto denarja na vsaka dva meseca. Polovica prihodkov podjetja je namenjena članom skupnosti in je razdeljena glede na različne nivoje skupnosti in vložka, ki je prispevan k oblikovanju vsebine.

### trivago Hotel Manager (tHM)
trivago Hotel Manager je brezplačna storitev namenjena hotelirjem za urejanje spletne prisotnosti na trivagu. trivago Hotel Manager nudi nasvete in orodja s katerimi lahko hotelirji povečajo vidnost in samo rangiranje na iskalniku. Na trivago Hotel Manager-ju je trenutno registriranih 120.000 hotelirjev po vsem svetu.

### trivago Hotel Test
trivago Hotel Test je trenutno dostopen v naslednjih državah: Nemčija, Avstrija, Švica, Velika Britanija, Irska, Španija, Italija, Švedska, Belgija, Poljska, Finska, Danska, Švedska, Nizozemska, Madžarska in Združene države Amerike. Gre za enostaven in standariziran vprašalnik, ki ga izpolnijo gosti hotela z namenom, da bi pridobili najnovejša in nepristranska mnenja.

### trivago Hotel Price Index (tHPI)
trivago Hotel Price index (tHPI) je indeks cen hotelskih nastanitev, ki ga podjetje objavi vsaki mesec.